# American Hockey League 1986-1987
La stagione 1986-1987 è stata la 51ª edizione della American Hockey League, la più importante lega minore nordamericana di hockey su ghiaccio. Per questa stagione venne provata una nuova formula; in caso di parità si sarebbe disputato un overtime con la squadra sconfitta che avrebbe ricevuto un punto. In caso di overtime senza reti si sarebbe ricorsi agli shoot-out. La stagione vide al via tredici formazioni e al termine dei playoff i Rochester Americans conquistarono la loro quinta Calder Cup sconfiggendo gli Sherbrooke Canadiens 4-3.

## Modifiche
- I St. Catharines Saints si trasferirono a Newmarket, in Ontario, prendendo il nome di Newmarket Saints.

## Stagione regolare

### Classifiche
North Division
|  | Pos. | Squadra              | Pt  | G  | V  | S  | SOT | GF  | GS  | DR  |
|  | ---- | -------------------- | --- | -- | -- | -- | --- | --- | --- | --- |
|  | 1.   | Sherbrooke Canadiens | 102 | 80 | 50 | 28 | 2   | 328 | 257 | +71 |
|  | 2.   | Adirondack R. Wings  | 93  | 80 | 44 | 31 | 5   | 329 | 296 | +33 |
|  | 3.   | Golden Flames        | 92  | 80 | 43 | 31 | 6   | 338 | 315 | +23 |
|  | 4.   | Nova Scotia Oilers   | 79  | 80 | 38 | 39 | 3   | 318 | 315 | +3  |
|  | 5.   | Maine Mariners       | 75  | 80 | 35 | 40 | 5   | 272 | 298 | -26 |
|  | 6.   | Fredericton Express  | 69  | 80 | 32 | 43 | 5   | 292 | 357 | -65 |

South Division
|  | Pos. | Squadra              | Pt  | G  | V  | S  | SOT | GF  | GS  | DR   |
|  | ---- | -------------------- | --- | -- | -- | -- | --- | --- | --- | ---- |
|  | 1.   | Rochester Americans  | 101 | 80 | 47 | 26 | 7   | 315 | 263 | +52  |
|  | 2.   | Binghamton Whalers   | 101 | 80 | 47 | 26 | 7   | 309 | 259 | +50  |
|  | 3.   | New Haven Nighthawks | 99  | 80 | 44 | 25 | 11  | 331 | 315 | +16  |
|  | 4.   | Hershey Bears        | 87  | 80 | 43 | 36 | 1   | 329 | 309 | +20  |
|  | 5.   | Baltimore Skipjacks  | 78  | 80 | 35 | 37 | 8   | 277 | 295 | -18  |
|  | 6.   | Springfield Indians  | 74  | 80 | 34 | 40 | 6   | 296 | 344 | -48  |
|  | 7.   | Newmarket Saints     | 60  | 80 | 28 | 48 | 4   | 226 | 337 | -111 |

Legenda:

      Ammesse ai Playoff
Note:

Due punti a vittoria, un punto a sconfitta all'overtime, zero a sconfitta.

### Statistiche
Classifica marcatori
| Giocatore        | Squadra              | PG | Gol | Assist | Punti |
| ---------------- | -------------------- | -- | --- | ------ | ----- |
| Tim Tookey       | Hershey Bears        | 80 | 51  | 73     | 124   |
| Alain Lemieux    | Baltimore Skipjacks  | 72 | 41  | 56     | 97    |
| Brett Hull       | Golden Flames        | 67 | 50  | 42     | 92    |
| Mitch Lamoureux  | Hershey Bears        | 78 | 43  | 46     | 89    |
| Ross Fitzpatrick | Hershey Bears        | 66 | 45  | 40     | 85    |
| Glenn Merkosky   | Adirondack R. Wings  | 77 | 54  | 31     | 85    |
| Ray Allison      | Hershey Bears        | 78 | 29  | 55     | 84    |
| Bruce Boudreau   | Nova Scotia Oilers   | 78 | 35  | 47     | 82    |
| Serge Boisvert   | Sherbrooke Canadiens | 78 | 27  | 54     | 81    |
| Wes Jarvis       | Newmarket Saints     | 70 | 28  | 50     | 78    |
|                  |                      |    |     |        |       |

Classifica portieri
| Giocatore          | Squadra              | PG | MGS  |  |
| ------------------ | -------------------- | -- | ---- |  |
| Daren Puppa        | Rochester Americans  | 57 | 2.80 |  |
| Mark Laforest      | Adirondack R. Wings  | 37 | 2.83 |  |
| Vincent Riendeau   | Sherbrooke Canadiens | 41 | 2.89 |  |
| Peter Sidorkiewicz | Binghamton Whalers   | 57 | 2.92 |  |
| Steve Guenette     | Baltimore Skipjacks  | 54 | 3.10 |  |
| Kirk McLean        | Maine Mariners       | 45 | 3.22 |  |
| John Kemp          | Hershey Bears        | 30 | 3.56 |  |
| Doug Dadswell      | Golden Flames        | 42 | 3.64 |  |
| Craig Billington   | Maine Mariners       | 20 | 3.65 |  |
| Glenn Healy        | New Haven Nighthawks | 47 | 3.67 |  |
|                    |                      |    |      |  |

## Playoff
|  | Primo turno | Primo turno           | Primo turno          |                     |                      | Semifinali           | Semifinali | Semifinali |  |  | Calder Cup | Calder Cup           | Calder Cup |
|  |             |                       |                      |                     |                      |                      |            |            |  |  |            |                      |            |
|  | N1          | Sherbrooke Canadiens  | 4                    |                     |                      |                      |            |            |  |  |            |                      |            |
|  | N4          | Nova Scotia Oilers    | 1                    |                     |                      |                      |            |            |  |  |            |                      |            |
|  | N4          | Nova Scotia Oilers    | 1                    |                     | N1                   | Sherbrooke Canadiens | 4          |            |  |  |            |                      |            |
|  |             |                       |                      |                     | N1                   | Sherbrooke Canadiens | 4          |            |  |  |            |                      |            |
|  |             | N2                    | Adirondack Red Wings | 1                   |                      |                      |            |            |  |  |            |                      |            |
|  | N2          | N2                    | Adirondack Red Wings | 1                   | Adirondack Red Wings | 4                    |            |            |  |  |            |                      |            |
|  | N2          |                       |                      |                     | Adirondack Red Wings | 4                    |            |            |  |  |            |                      |            |
|  | N3          | Moncton Golden Flames | 2                    |                     |                      |                      |            |            |  |  |            |                      |            |
|  |             |                       |                      |                     |                      |                      |            |            |  |  | N1         | Sherbrooke Canadiens | 3          |
|  |             |                       | S1                   | Rochester Americans | 4                    |                      |            |            |  |  |            |                      |            |
|  | S1          | Rochester Americans   | 4                    |                     |                      |                      |            |            |  |  |            |                      |            |
|  | S4          | Hershey Bears         | 1                    |                     |                      |                      |            |            |  |  |            |                      |            |
|  | S4          | Hershey Bears         | 1                    |                     | S1                   | Rochester Americans  | 4          |            |  |  |            |                      |            |
|  |             |                       |                      |                     | S1                   | Rochester Americans  | 4          |            |  |  |            |                      |            |
|  |             | S2                    | Binghamton Whalers   | 2                   |                      |                      |            |            |  |  |            |                      |            |
|  | S2          | S2                    | Binghamton Whalers   | 2                   | Binghamton Whalers   | 4                    |            |            |  |  |            |                      |            |
|  | S2          |                       |                      |                     | Binghamton Whalers   | 4                    |            |            |  |  |            |                      |            |
|  | S3          | New Haven Nighthawks  | 3                    |                     |                      |                      |            |            |  |  |            |                      |            |

## Premi AHL
- Calder Cup: Rochester Americans
- F. G. "Teddy" Oke Trophy: Sherbrooke Canadiens
- John D. Chick Trophy: Rochester Americans
- Aldege "Baz" Bastien Memorial Award: Mark Laforest (Adirondack Red Wings)
- Dudley "Red" Garrett Memorial Award: Brett Hull (Moncton Golden Flames)
- Eddie Shore Award: Brad Shaw (Binghamton Whalers)
- Fred T. Hunt Memorial Award: Glenn Merkosky (Adirondack Red Wings)
- Harry "Hap" Holmes Memorial Award: Vincent Riendeau (Sherbrooke Canadiens)
- Jack A. Butterfield Trophy: David Fenyves (Rochester Americans)
- John B. Sollenberger Trophy: Tim Tookey (Hershey Bears)
- Les Cunningham Award: Tim Tookey (Hershey Bears)
- Louis A. R. Pieri Memorial Award: Larry Pleau (Binghamton Whalers)

### Vincitori
| Rochester Americans | Portieri: Daren Puppa, Darcy Wakaluk Difensori: Jack Brownschidle, Richie Dunn, David Fenyves, Jay Fraser, Bob Halkidis, Jim Hofford, Uwe Krupp, Jason Meyer Attaccanti: Mikael Andersson, Paul Brydges, Al Conroy, Jody Gage, Richard Hajdu, Warren Harper, Benoît Hogue, Jim Jackson, Don Lever, Bob Logan, Gates Orlando, Jeff Parker, Ken Priestlay, Andy Ristau, Ray Sheppard, Doug Trapp, Claude Verret Allenatore: John Van Boxmeer |

### AHL All-Star Team
First All-Star Team
- Attaccanti: Glenn Merkosky • Tim Tookey • Brett Hull
- Difensori: Brad Shaw • Richie Dunn
- Portiere: Daren Puppa

Second All-Star Team
- Attaccanti: Paul Fenton • Alain Lemieux • Serge Boisvert
- Difensori: David Fenyves • Jack Brownschidle
- Portiere: Peter Sidorkiewicz